# DJ Julia
Julia（ユリア）は、ロシア出身の女性DJ。ロシアでは「DJ Julia katana」として活動。所属レコード会社はプリマ・ステラ・レコーズ。ロシアと日本で活躍する女性DJの1人である。

## 経歴
隆盛著しいロシアのクラブシーンで、女性DJとして活躍。2007、2008年には、WAREHOUSEなど、日本の主要クラブでプレイ。ファッションモデルとしても活躍するそのルックスと、日本文化を取入れたプレイで、日本のクラブシーンで注目を集める。2008年には日本で発売されたクラブ系雑誌「DJ100Girls」に掲載される。
2009年には、Japan Premium Projectのアンバサダーとして、ロシア新体操・北京
オリンピック金メダリストのカナエワ、ロシアの人気アーティストユーリヤ・サビチェヴァらとともに就任。